# Iluminado (álbum de Javier Calamaro)
Iluminado es el tercer álbum del cantante argentino Javier Calamaro (el primero en vivo).
El material fue grabado en vivo en 2001 en La Trastienda Club. Interpreta temas de su etapa en Los Guarros y como solista. Participan invitados como León Gieco y la cantante española María Bestar.

## Historia
Iluminado recorre toda la carrera artística de Javier Calamaro desde su época con Los Guarros hasta su etapa solista. Fue grabado íntegramente en vivo el 6 de septiembre de 2001 en La Trastienda de la Ciudad de Buenos Aires,
En el repertorio de Iluminado podemos encontrar temas propios como «El Rey del Trapo», «Borrachos de carnaval» y «Sin Ser Valiente», junto con versiones de «Hombres de Hierro» (de León Gieco), «El Corralero» (de Hernán Figueroa Reyes) y «Sweet Home Buenos Aires» (adaptación de «Sweet Home Alabama» de Lynyrd Skynyrd).
Como invitados participan León Gieco, Las Blacanblus y la española María Bestar.
Aquella noche en La Trastienda también fue aprovechada por el canal Much Music, que grabó el primer programa de su ciclo televisivo Íntimo e Interactivo.
«Creo que hay un estilo que inventé en el (disco) anterior. Lo llamaba "trapero", de ahí el nombre de la canción "El Rey Del Trapo" y otras mas, que son una mezcla de estilos latinoamericanos con rock y con pop fusionados en un porcentaje. Y era algo que se prestaba demasiado para hacerlo acústico. Encima yo venía insistiendo para hacerlo de esa forma, y me saqué las ganas con todos los temas juntos en un mismo disco. Incluso con temas que discográficamente estaban liquidados, como el primer disco de Los Guarros», explicó Javier en una entrevista con la agencia Télam.
Por Iluminado, Javier Calamaro fue nominado al Premio Carlos Gardel como Mejor Artista de Rock junto a Luis Alberto Spinetta, León Gieco y Gustavo Cerati.

## Lista de canciones
| N.º   | Título                    | Escritor(es)                                                              | Duración |  |
| 1.    | «El Rey del Trapo»        | Javier Calamaro, Coti Sorokin                                             | 3:21     |  |
| 2.    | «Hombres de Hierro»       | León Gieco                                                                | 3:59     |  |
| 3.    | «El Corralero»            | Hernán Figueroa Reyes                                                     | 4:27     |  |
| 4.    | «Tu Poder Sobre Mi»       | Javier Calamaro, Coti Sorokin, Juan Pablo Absatz                          | 4:18     |  |
| 5.    | «Mujeres»                 | Javier Calamaro                                                           | 3:47     |  |
| 6.    | «Navegar»                 | Juan Pablo Absatz, Javier Calamaro                                        | 3:56     |  |
| 7.    | «Mesas Vacías»            | Coti Sorokin, Javier Calamaro                                             | 3:24     |  |
| 8.    | «Borrachos de Carnaval»   | Coti Sorokin, Javier Calamaro                                             | 3:58     |  |
| 9.    | «Malavida»                | Coti Sorokin, Javier Calamaro                                             | 2:51     |  |
| 10.   | «Rosas»                   | Javier Calamaro                                                           | 3:09     |  |
| 11.   | «Sweet Home Buenos Aires» | Ed King, Gary Rossington, Ronnie Van Zant. Adaptación por Javier Calamaro | 3:37     |  |
| 12.   | «Quitapenas»              | Javier Calamaro, Coti Sorokin, Juan Pablo Absatz                          | 3:21     |  |
| 13.   | «Sin Ser Valiente»        | Gato Pérez                                                                | 3:40     |  |
| 14.   | «Mentiras y Vanidad»      | Javier Calamaro, Coti Sorokin, Juan Pablo Absatz                          | 5:01     |  |
| 52:55 |                           |                                                                           |          |  |

## Músicos
- Javier Calamaro - voz y guitarra.
- Indio Márquez — voz, guitarra acústica, eléctrica, española, barítono, steel, dobro y banjo.
- Coti Sorokin — coros, guitarra acústica, española y barítono.
- El Zurdo Alaguibe — coros y batería.
- Leandro Chiappe — piano y acordeón.
- Diego Occhipinti — coros y Hammond.
- Gustavo Giles — bajo.
- Ervin Stuts — trompeta, flugel y trombón.
- Javier Allende — percusión.
- Javier Casalla — violín.

#### Artistas invitados
- León Gieco — voz en «Hombres de Hierro».
- María Bestar — voz en «Borrachos de Carnaval».
- Las Blacanblus — coros en «Sweet Home Buenos Aires».[1]